# Heresiarches rufus
Heresiarches rufus là một loài tò vò trong họ Ichneumonidae.